# Era del petróleo

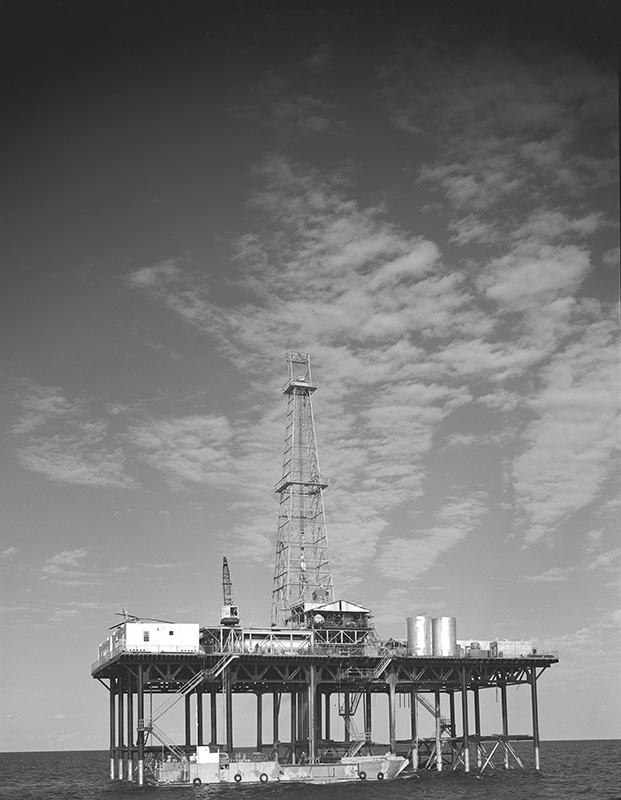
Plataforma de perforación de pozos petroleros costa dentro del mar. Continental Oil Co., Golfo de México, 1955.

La Era del petróleo, también conocida como la Era del Óleo, o la Edad del Petróleo, se refiere a la era en la historia humana caracterizada por un mayor uso de petróleo en productos y como combustible. Aunque el petróleo no refinado se ha utilizado para diversos fines desde la antigüedad, fue durante el siglo XIX que se desarrollaron técnicas de refinamiento y se crearon motores de gasolina.
Aunque el petróleo crudo ha sido utilizado para una variedad de propósitos durante miles de años, se considera que la era del petróleo comenzó en la década de 1800 con el avance de las técnicas de perforación, así como el procesamiento de los productos utilizados en los motores de combustión interna. Alternativamente, la edad del petróleo puede situarse en el primer periodo hasta principios del siglo XX, cuando el consumo de petróleo y la utilización de los motores de combustión aumentaron. La sociedad industrial contemporánea se basa sobre manera en los recursos petrolíferos, pero el futuro de la era del petróleo se ha vuelto cada vez más controvertido.

## Historia

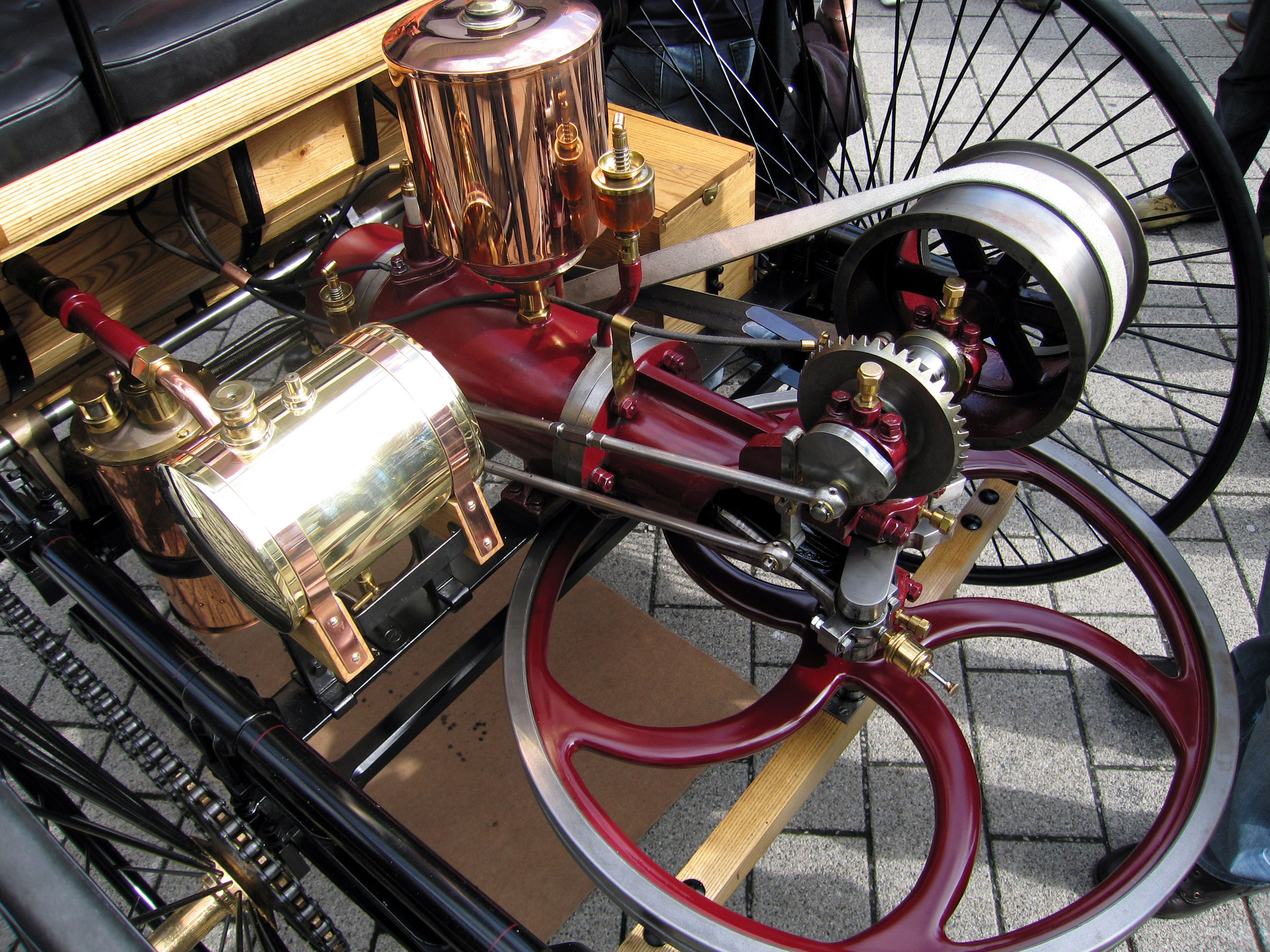
Prototipo de motor de combustión interna presentado por Carl Benz en su solicitud de patente de un automóvil el 29 de junio de 1886.

Desde el comienzo de la Revolución Industrial, los combustibles fósiles se han utilizado como fuentes de energía. El carbón comenzó a ser ampliamente utilizado después de 1800 y seguiría siendo la fuente de energía dominante en el siglo XX. Sin embargo, dos acontecimientos prepararon el escenario para la era del petróleo: el primero fue en 1846, cuando Abraham Gesner inventó el queroseno, haciendo que el carbón y el petróleo fueran materias primas prácticas para encender combustible. El segundo fue en 1859, cuando Edwin Drake inventó el primer proceso de perforación moderno para pozos de petróleo profundos. John D. Rockefeller fundó la compañía Standard Oil, que dominó la industria petrolera y fue el primer gran fideicomiso empresarial de los Estados Unidos. En 1870, fundó Standard Oil Company y la dirigió hasta que se retiró oficialmente en 1897. Karl Friedrich Benz desarrolló un automóvil propulsado por gasolina en 1878 y, en 1879, obtuvo una patente para el automóvil. La invención del motor de combustión interna fue la principal influencia en el aumento de la importancia del petróleo. El comienzo de la era contemporánea del petróleo se cree que se originó en 1901 con el hallazgo en Spindletop del explorador petrolero croata Antun Lucic, cerca de Beaumont, Texas, que lanzó una producción petrolera a gran escala y pronto hizo que los productos derivados del petróleo estuvieran ampliamente disponibles.
Impulsado por el creciente uso del petróleo, la expansión económica posterior a la Segunda Guerra Mundial, fue un periodo de prosperidad económica a mediados del siglo XX hacia 1945 y duró hasta principios de los años setenta. Terminó con la crisis del petróleo de 1973. En 1956, el geofísico M. King Hubbert deduce que la producción de petróleo de Estados Unidos alcanzará su punto máximo en 1971- y que la producción de petróleo llegará a su pico «de aquí a medio siglo», sobre la base de datos de 1956. En el año 1989, otra cima fue predicha por Colin Campbell.
Desde los años 1960 y 1970, cuando la producción de petróleo llegó a su punto máximo en muchas naciones industrializadas, un tema frecuente de especulación entre los estudiosos ha sido cuándo la producción mundial alcanzará ese punto clave de máximo, así como cuándo y cómo acabará la era del petróleo. De acuerdo con algunas definiciones, la era se define como que termina en el punto donde el consumo supera la producción decreciente haciendo que su uso sea inútil o imposible.

Tendencia del precio del petróleo, 1861-2007, tanto nominal como ajustada a la inflación.

## Petróleo contemporáneo
Con el advenimiento de la llamada Era atómica, muchos observadores a mediados del siglo XX creían que la era del petróleo estaba llegando rápidamente a su fin. El cambio rápido a la potencia atómica previsto durante este periodo nunca se materializó, parcialmente debido a las temores ambientales después de los desastres de alto perfil como el accidente de Three Mile Island en 1979 y el accidente de Chernóbil en 1986.
El pico del petróleo es el momento en que se alcanza la tasa máxima de extracción de petróleo, y después de ello se espera que la tasa de producción entre en declive terminal. Muchos creen que estamos en o cerca del pico, posicionándonos en la segunda mitad de la era del petróleo. Algunos estiman que, suponiendo las tasas de consumo actuales, las reservas actuales de petróleo durarán al menos hasta el año 2040. En 2004, la OPEP estimó, con inversiones sustanciales, que casi duplicaría la producción petrolera por el año 2025.